# Léon Minkus

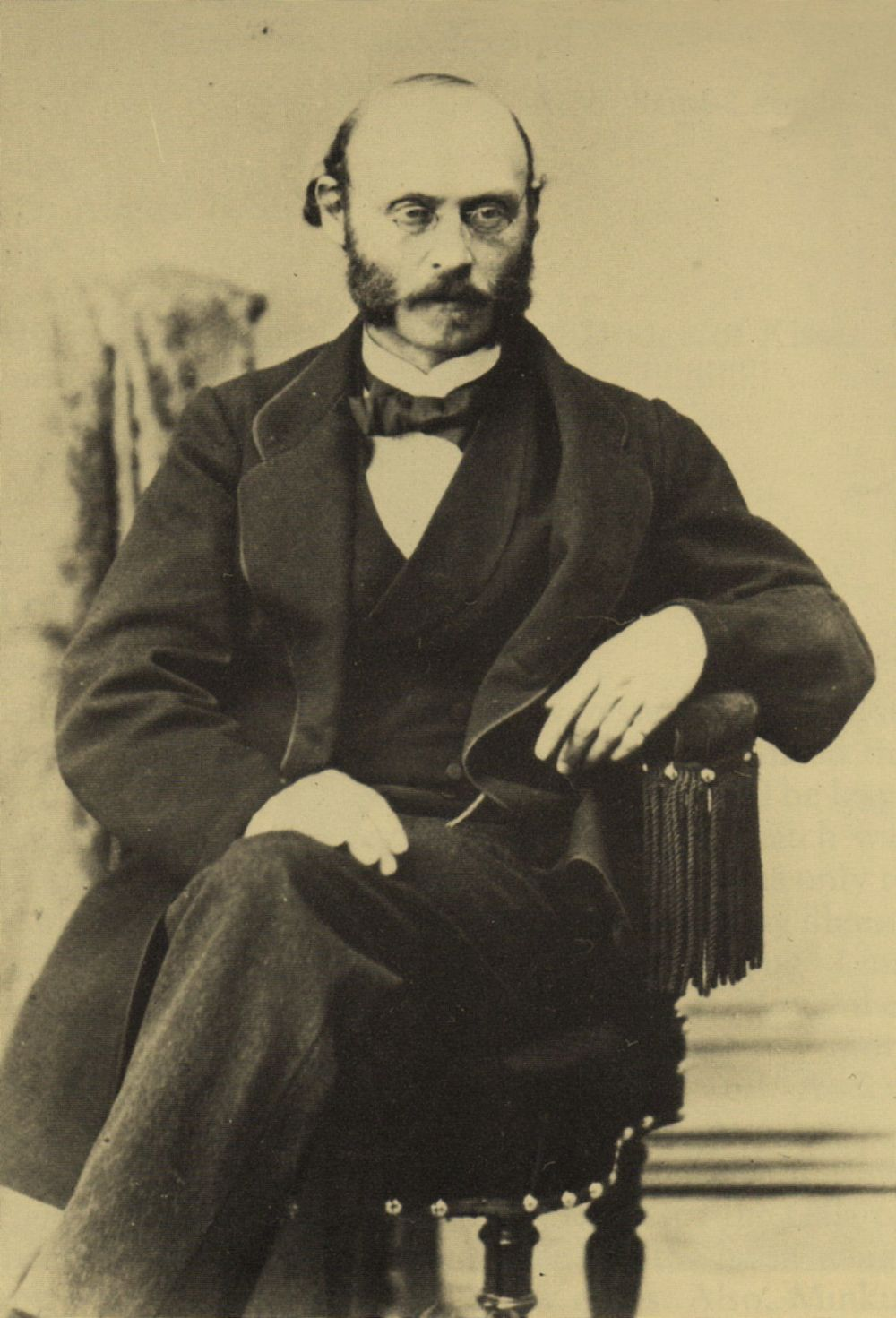
Maestro Léon (Ludwig) Minkus, (Parijs) circa 1870

Ludwig Minkus (Aloisius Ludwig Minkus of Léon Fedorovich Minkus) (Wenen, 23 maart 1826 - Wenen, 7 december 1917) was een componist van balletmuziek en een vioolvirtuoos. Zijn stoffelijke resten zijn door de nationaalsocialisten in 1939 samen met die van andere Joden uitgegraven en in een massagraf gestort.
Hij is het best bekend om de balletten waar hij de muziek van verzorgde tijdens de Romanovperiode bij het Imperial Ballet, hij was daar benoemd tot Eerste Imperial Ballet Componist, bij de Imperial Theaters van 1870-1869, maar hij bleef componeren voor de firma tot uiterlijk 1891. Minkus creëerde bijna al zijn werk in opdracht van grote balletmeesters als Arthur Saint-Léon en Marius Petipa, het meest bekende van zijn hand is La Source uit 1866, het werk heeft hij samen gecomponeerd met Léo Delibes. Gewerkt aan de muziek van Don Quichotte uit 1869, en de hernieuwing van 1871, ook het stuk La Bayadère uit 1877.
Onder de meest gevierde werken van Minkus bevindt zich zijn additionele muziek voor Petipa's herbewerking van Paquita uit 1881. De Grand Pas Classique, Pas de Trois (ook wel Minkus Pas de Trois genoemd) en De Kinderpolonaise Mazurka. Zijn muziek voor de Grand pas de Deux uit Petipa's Don Quichotte, en zijn muziek voor de scène Het Koninkrijk en de Schaduwen uit Petipa's La Bayadère.
Minkus is ook bekend om zijn reorkestratie (1884) en additionele muziek voor Petipa's Giselle, het meeste is vertolkt door Adolphe Adam, en wordt nu uitgevoerd in alle ballethuizen. De balletmuziek van Minkus is een van de populairste, opgevoerd over heel de wereld, en maakt integraal deel uit van het traditioneel klassieke balletrepertoire.

## Biografie
Minkus is een van de populairste en meest gebruikte componisten van het ballet, tijdens de duur van de 19e eeuw, hij blijft een van de meest gekozen componisten van het genre, in theaters over heel de wereld. In de internationale balletscholen gebruiken de docenten nog steeds de memorabele melodieën van zijn balletten. Naar het einde van de 19e eeuw toe in het Keizerrijk Rusland, de ongeëvenaarde metropool van het klassieke ballet toen, werd Minkus universeel geprezen als de meester van de balletmuziek, zelfs na de zogenoemde symfonische innovaties zoals de werken van componist Tsjaikovski en Glazunov. Dat was een kenmerk dat hij behoudt tot wanneer zijn werk alleen gereguleerd werd in Sovjet-Rusland. Met als resultaat, dat gedetailleerde informatie over zijn leven zeer schaars is en moeilijk op te zoeken valt, zelfs in verschillende encyclopedieën van muzikanten en componisten, waar er van hem meestal een heel vaag artikel staat, of enkel genoemd wordt in een artikel dat over een andere componist gaat. Zelfs studies van het klassieke ballet gedurende de Sovjettijd van de 19e eeuw, waarbij Minkus zeker een belangrijk figuur is, geeft heel vage en vaak tegenstrijdige informatie, betreffende zijn nationaliteit, zijn plaats van geboorte, datum van geboorte, tijdstip van overlijden, zelfs over zijn voornaam.
Wat zijn familieleven betreft, zijn vrouw wordt enkel vermeld als mevrouw Minkus, het is niet duidelijk of zij en de componist ooit kinderen hebben gekregen. Het is onbekend welke invloeden de jonge Minkus heeft ondergaan om in de richting van de muziek uit te groeien, maar in zijn jonge kindertijd of beginnende adolescentie, begon Minkus viool te leren spelen, een instrument waarin hij uitblinkt. Op een bepaald punt, al dan niet tijdens zijn kinderjaren of tienerjaren, verhuist hij naar (Wenen, Oostenrijk) waar hij gedurende enkele jaren verbleef. In zijn late tienerjaren begon hij compositie te studeren, aan het Conservatorium van Wenen. Hij begon zeer ernstig te componeren, en vertoonde talent voor het componeren van salon stukken met viool muziek, vijf muziekstukken werden uitgebracht tijdens de periode 1846-1847. Het was rond deze periode dat hij het ook probeerde als dirigent.
Begin 1846 verhuisde de 19-jarige Minkus naar (Parijs, Frankrijk), waar hij een carrière uitbreidde als violist en dirigent. In 1853 emigreerde hij naar (Sint-Petersburg, Rusland) om de privédirigent te worden van prins Nikolai Borisovitsj Joesopov tot 1856 (Nikolai is de overgrootvader van de infameuze Felix Joesopov).
Van 1856-1861 was Minkus hoofdviolist van het Bolsjojtheater in Moskou, en al gauw werd hem de dubbele positie aangeboden van zowel hoofdviolist als dirigent voor de Imperial Italiaanse Opera van Moskou.
In 1861 werd Minkus benoemd als Concertmeester van het Bolsjojtheater, alsook aangesteld als professor in de vioolkunst in het pas opgerichte conservatorium van Moskou. In 1864 werd hij aangesteld als inspecteur van het Imperial Theater Orkest. Zulke serieuze aanstellingen bewijzen dat er spraken was van een talent, dat in de moderne tijd vaak niet erkend wordt.

## Het mysterie van de naam
Men neemt aan dat Minkus gedurende zijn eerste jaren in Rusland zijn naam veranderde van Aloisius Ludwig Minkus in Léon Fedorovich Minkus; in Rusland echter is hij bekend onder de naam Ludwig Minkus, en niet als Léon Fedorovich Minkus. Men denkt dat Minkus bij zijn komst in Rusland, alleen zijn voornaam: Aloisius achterwege laat, omdat zijn middennaam Ludwig doet denken aan een andere componist Ludwig van Beethoven. Ludwig, zoals de pers hem in die tijd noemt, met zijn grote aantal libretto's voor balletten die hij maakte in jaren 1870 en de jaren 1880, verwijzen naar hem altijd als Mr. Minkus, L. Minkus, of Ludwig Minkus.
Een andere verklaring voor de naamsverandering kan ook wijzen op het 19e-eeuwse Russische gebruik om de naam van niet-Russische vreemdelingen aan te passen. De naam Fedor kwam vaak ter sprake, als er geen Russisch equivalent bestond voor de naam, vandaar de naam Fedorovich. Het kan zijn dat Minkus zijn eigen vader Fedor noemde, omdat in Rusland de middelnaam meestal een verwijzing is naar de patriarch van het gezin. Deze speculatie verklaart nog steeds niet de herkomst van de naam Léon. Het is ook waarschijnlijk dat Minkus niet veranderde van Ludwig Minkus naar Léon Fedorovich Minkus nadat hij Rusland aan het einde van eind 1891 had verlaten. Dat verklaart waarom hij vooral buiten Rusland bekend is onder de naam Léon Fedorovich Minkus.
Een andere mogelijke verklaring is dat Minkus zich bekeerde tot de orthodoxie, kort na zijn aankomst in Rusland. Waardoor hij een Russische naam krijgt, en misschien de naam behield uit religieuze overtuiging, terwijl hij nog steeds verder werkte onder de naam Ludwig Minkus, als een soort van artiestennaam. Het kan ook zijn dat Léon Fedorovich een foutje is dat van bron op bron is doorgegeven tot op vandaag, en dat de componist nooit een dergelijke naam heeft gehad tijdens zijn leven.

## Het begin
Het lijkt erop dat Minkus zijn carrière als componist van, balletmuziek begon met een Entr'acte dat hij componeerde voor een herbewerking van Adolphe Adam zijn balletstuk Orfa wat gebracht werd door het ballet van het Bolshoi theater in 1862. Vele bronnen stellen incorrect dat eerste avontuur van Minkus in het componeren van balletmuziek in samenwerking zou zijn geweest met componist Eduard Deldevez, aan Paquita van het werk van Joseph Mazilier, opgevoerd in het Opéra Garnier. In de persberichten van die tijd (1846) waaronder een van Théophile Gautier, alsook Deldevez zijn eigen memoires wordt Minkus totaal niet gecrediteerd voor het werk, Minkus zou geen enkele associatie hebben met Paquita tot 1881, wanneer hij additionele muziek schrijft voor de herbewerking van Paquita door Marius Petipa

## Goed bevriend metMaître de Ballet Arthur Saint-Léon
Door zijn aanstelling als inspecteur van het Imperial orkest en hoofdviolist van het Bolshoi theater, ontwikkelde Minkus een nauwe vriendschapsband met de Franse balletmeester Arthur Saint-Léon, deze balletmeester heeft Minkus in 1885 de opdracht gegeven om een Entr'acte te componeren voor zijn herbewerking van het balletstuk Orfa, dat tevens op succes onthaald werd in het Bolshoi Theater. In die periode was Saint-Léon een van de meest gevierde balletmeesters in Europa – in 1860 werd hij benoemd tot Maître de Ballet (eerste balletmeester/choreograaf) bij het Imperial Ballet van (Sint-Petersburg, Rusland). Zijn positie bracht met zich mee dat hij bij gelegenheid het werk moest opvoeren in het Bolshoi Theater (Saint-Léon verbleef in het appartement van Minkus in Moskou toen hij gedurende de winter van 1865-1866 voor het Bolshoi Theater werkte.
Het entr'acte dat Minkus componeerde voor zijn vriend Saint-Léon voor diens herbewerking van Orfa was de componist zijn eerste compositie voor het ballet. Vele bronnen informeren incorrect dat het eerste werk van Minkus voor het ballet een samenwerking was tussen hem en de componist Dedevez bij het stuk Paquita. Hij wordt echter nergens gecrediteerd.
Saint-Léon hernam het contact met Minkus om verschillende variaties te componeren en voor suplementele Pas. De componist toonde een zeer duidelijke flexibiliteit in het maken van Le Musique Dasante wat toen in de mode was. In maart 1863 gaf Saint-Léon Minkus de opdracht voor zijn eerste volledige muziekcompositie te schrijven voor een volledig ballet Fiametta het stuk ging in première op 12 november 1863, en is een van de grote successen van het Bolshoi Theater. Saint-Léon voerde het stuk nadien op in het Imperial Ballet, lichtjes aangepast, op 13 februari 1864. Vandaar uit herbewerkte Saint-Léon het stuk opnieuw om het op te voeren in de Opéra Garnier op 11 juli 1864. Voor de productie in (Parijs, Frankrijk) werd de naam van het stuk veranderd in Nemea. Het steeds veranderen van de titel van dit werk heeft al voor veel verwarring gezorgd tussen historici, onderling elk van hen heeft op een bepaald moment verklaard dat elk werk iets geheel anders was.
Gedurende deze periode was Saint-Léon ook gastballetmeester in het Académie royale de musique in (Parijs, Frankrijk). In 1866 deed Saint-Léon weer een beroep op Minkus, om de muziek van het balletstuk La Source te componeren, het stuk werd samen met de componist Léo Delibes geschreven. (Minkus verzorgde de muziek van de gehele Iste Act, en de tweede scène van de III Act, terwijl Delibes de volledige IIde Act schreef, en de eerste scène van ActIII). De intact gebleven documenten en de persartikels, geven geen uitleg waarom de opdracht verdeeld werd onder twee componisten, er wordt geloofd dat Delibes onervaren was als componist van balletmuziek.
La Source ging in première op 12 november 1866 met een bescheiden succes.
Minkus zal nog twee muziekstukken schrijven voor het ballet in opdracht van Saint-Léon, beide voor het Imperial ballet van Sint-Petersburg, het stuk La Poisson Doré in 1867, gebaseerd op het gedicht van Aleksandr Poesjkin (Het verhaal van de visser en de vis.) en het oriëntaalse stuk Le Lys (de lelie), in 1869, waarvoor Minkus delen van zijn werk in La Source hergebruikt. Beide balletten zijn totaal niet succesvol. Door zijn associatie en vriendschap met Saint-Léon, kwam Minkus in de aandachtssfeer van een andere choreograaf: Marius Petipa. Het floppen van Le Poisson Doré en Le Lys blijkt een heel dure aangelegenheid te worden voor Arthur Saint-Léon. Toen zijn contract ten einde liep in 1869, werd het niet hernieuwd. Hij vertrok kort daarna naar Parijs waar hij op 2 september 1870 overlijdt.

## Samenwerking met Marius Petipa
De eerste samenwerking van Minkus met Marius Petipa was bij het balletstuk Don Quichotte dat in première ging op 14 december 1869. Eerder werkte Petipa samen met Cesare Pugni. Niet lang daarvoor was Petipa aangesteld als Maître de Ballet. Bij het overlijden van zijn hoofdcomponist Cesare Pugni in 1870, ging Petipa het stuk Don Quichotte herbewerken, en het was Léon Minkus die het hele gebeuren op muziek zette. Minkus was Petipa opgevallen toen hij (Minkus) samenwerkte met zijn vriend Saint-Léon. Het herbewerkte stuk was een compleet succes, waardoor Minkus goede commentaren oogstte voor zijn werk, vooral de variatie met Spaanse melodieën die hij gebruikt had. Het was zo een succes dat Minkus gepromoveerd werd tot eerste balletcomponist bij het Imperial Ballet, met een salaris van 2000 roebel wat het dubbele was van de normale salarissen in 1880.
Don Quichotte zou het begin zijn van een lange en vruchtbare samenwerking tussen Marius Petipa en Léon Minkus, met een reeks meesterwerken van Petipa gedurende de jaren 1870–1880, inclusief een van Minkus' beste werken en Petipa's meesterwerk La Bajadère in 1877.
Gedurende de periode van 1870 tot 1880 genoten zowel Minkus als Petipa van de vele successen die zij oogstten, maar in 1886 bracht de directeur van het Imperial Ivan Vsevolosjki drastische veranderingen aan bij het Sint-Petersburg Imperial Theater. De veranderingen waar Vsevolosjki nu nog beroemd om is, zijn zijn herroeping van het Imperial ballet en Opera van het Bolsjoj Kamenny Theater (wat onveilig werd verklaard in 1886) naar het Mariinskitheater, en het vervallen van de titel eerste balletcomponist. Het laatste stuk dat Minkus schreef als eerste balletcomponist, was voor het stuk De Magische Pillen dat Petipa geschreven had, en tevens het eerste nieuwe ballet dat opgevoerd werd in het Mariinskitheater.

## Symfonisch?
Kort na het vervallen van de titel eerste balletcomponist zorgde Vsevolozhysky ervoor meer muzikaal gesofisticeerde (of symfonische) componisten aan te trekken. Om de balletmuziek een nieuw elan te geven, hoewel dit in deze tijd niet echt gewaardeerd werd door het publiek en de reporters. De eerste niet-specialistische componist die muziek mocht componeren voor het Imperial Ballet was Baron Boris Fitinhof-Schell, die in 1887 muziek componeerde voor het stuk De Haarlem Tulp, de choreografie werd verzorgd door Petipa's tweede balletmeester Lev Ivanov. De tweede was de Italiaanse componist Riccarde Drigo, die de muziek verzorgde voor Ivanovs Het Betoverde Bos(1887) en Petipa's De Talisman (1888) (Drigo was aangesteld als muzikale directeur van de Imperial Italiaanse Opera, alsook dirigent van zowel het Imperial ballet als de Opera sinds 1878). De derde componist die ingehuurd werd door Vsevolozhsky was Michail Ivanov, die de muziek componeerde voor Marius Petipa's Vestale, wat wederom op succes onthaald werd en goede recensies kreeg in de pers.
En uiteindelijk was er nog Tsjaikovski, die de muziek verzorgde voor Petipa's Schone Slaapster van 1890. In tegenstelling tot de publieke legende en mythe werkte Petipa het liefst met componisten die al enige ervaring hadden met het componeren van balletmuziek (een tak waarin Minkus als de beste werd beschouwd), de publieke opinie was van mening dat symfonische componisten, geen goede stukken componeerde voor balletmuziek. Zelfs na het succes van Vestale en Schone Slaapster nam Petipa liever contact op met de componist Léon Minkus voor zijn ballet Kalkabrino, dat in première ging op 13 februari 1891. De muziek werd ontvangen als een meesterwerk en werd beschouwd als het beste werk van de componist. Ondanks het grote succes en de positieve recensies zal het balletstuk Kalkabrino het laatste stuk zijn dat Minkus componeerde voor het Imperial Ballet
Minkus ging met pensioen in de zomer van 1891. Ter gelegenheid van zijn pensionering werd er een groot benefiet concert georganiseerd – te zijner ere – waar men vele stukken van zijn muziek opvoerde. De minister van het Imperial baron Fredricks keerde Minkus een bescheiden pensioen uit; de componist vond dit veel te weinig voor bijna dertig jaar trouwe en succesvolle dienst aan het Imperial en dankzij de tussenkomst van Petipa en Vsevolozhsky werd het bedrag verdubbeld. Minkus verlaat wat later dat jaar Rusland voorgoed en trekt zich terug in (Wenen, Oostenrijk) Minkus leeft van zijn pensioen dat door de schatkist van Rusland uitbetaald wordt tot aan de Eerste Wereldoorlog en de Russische Revolutie. Door deze gebeurtenissen worden de financiën van Minkus verbroken, waardoor hij in armoede verzeild tot aan zijn dood, door longontsteking op 7 december 1917, op de gezegende leeftijd van 91 jaar.

## De muziek van Léon Minkus
Het feit dat Léon Minkus de componist in obscuriteit valt, heeft veel te doen met de manier waarop men balletmuziek schreef en behandeld gedurende zijn tijd als eerste Imperial Ballet Componist in Tsaristisch Rusland. Daar als in andere delen van Europa, heeft de balletmeester de volledige controle over de muziekstukken die hem overhandigt zijn door de componist. Het ballet van de 19e eeuw was als een huwelijk tussen dans en mime. De muziek die geleverd werd voor het ballet moet bovenal dansbaar zijn, met een rijke, luchtige en levendige melodie. Een ongecompliceerde, regelmaat aan ritme en orkestreren structuur, in staat om er klassieke ballet bewegingen op uit te voeren. De muziek die voor de mime scènes en de actie scènes, moest een sfeer van drama creëren, en de actie gecombineerd als in een stille film. Minkus lag onder een contract voor het componeren van balletmuziek, op commando. Hij was verplicht om voor elk nieuw seizoen, nieuw werk te componeren, samen met de revisie van de muziek voor al bestaande stukken en werken van Marius Petipa.
Zoals vele componisten van zijn tijd werkte Minkus zijn stukken bij op een repetitie; in samenspraak met de instructies van de balletmeester maakte hij muziek op bestelling. Vaak schreef Minkus vier of vijf passages voor een bepaalde variatie of Pas die gekozen werd door de choreograaf. Daarbij paste hij de muziek aan bij elke verandering. Vele van Minkus originele werken bevatten tal van herhalingen van verschillende passages, om zo met het knippen in het stuk door de productie rekening te houden. Er zijn momenten waar Minkus muziek componeerde voor een grote groep dansers, in stukjes met telkens een openingsmelodie, vier of vijf melodische passages, en een einde. Wat dan aan elkaar gezet werd door de balletmeester naar afhankelijkheid van de hoeveel muziek hij nodig heeft voor zijn stuk. Nog interessanter is dat er perioden waren dat er muziek diende gecomponeerd te worden voor een Pas die al gechoreografeerd was. Minus werd vaak verplicht om muziek van andere componisten aan te passen, in zijn eigen werken! En dit altijd op vraag van een of andere ballerina die haar favoriete pas wil dansen of variaties van een ander werk. Dit zorgde ervoor dat Minus de opdracht had om tot een vlotte overgang te komen met de bijpassende nummers van eigen werk en iemand anders zijn werk in een stuk.
De meeste werken van Minkus zijn in dubbel of driedubbele tijd. Heel weinig zal hij een andere tijdsignatuur gebruiken (2/4, 4/4, 3/4, 6/8 en 12/8) is het tempo dat hij gebruikt in zijn muziek. Maar occasioneel gebruikte hij voor sommige balletcomposities 5/4, en 7/4 maar het tempo van zijn muziek was meestal 3/4 dat de meerderheid haalt van tempo in zijn werken. Gaande van Hindoe maagden, onderwater nimfen, zigeuners, Spaanse toreadors, jonge radja's, boerinnen, magische feeën, Goden en Godinnen Prins en Prinses, Koning en Koninginnen, of ze nu levend waren of geesten waren, allen danste ze op een Wals ritme.

### Sterkste eigenschap van Léon Minkus
Een van de sterke eigenschappen van Minkus is zijn vermogen om een variatijd van melodieën te creëren (wat een essentiële gave was en zeer belangrijk in de balletsamenleving). De ballethistoricus Konstantin Skalkovski vertelt in zijn studie dat de mars van Minkus in Roxanna, de schoonheid van Montenegro uit 1878, het favoriete stuk blijkt te zijn van tsaar Alexander II van Rusland die in het algemeen niet van muziek hield. Hij verklaart verder: verschillende eenheden in onze troepen (Russisch Leger) bestormde Pleven (stad) tijdens de bevrijding van Bulgarije tijdens de Russisch-Turkse Oorlog) (1877-1878) op de mars van Minkus.
Een ander talent van Minkus was het componeren van solomuziek voor de viool. Een instrument waarin hijzelf in uitblinkt in het bespelen ervan. En ook zijn mogelijkheid en talent om solo muziek te componeren voor de harp. Beide instrumenten zijn oververtegenwoordigd in al zijn werken. Minkus componeerde de muziek voor de viool en de harp werden geschreven met de geëvenaarde talenten van de bekende violist Leopold Auer en harpbespeler Albert Zabel in gedachten, die beiden werkten als hoofdviolist en harpist in het orkest van het Bolsjoj Kamenni Theater en het Mariinskitheater in de late 19e eeuw.

### Instrumenten waar Léon Minkus mee werkte
Het orkest van Minkus was groot. Voor een van zijn werken voor het Imperial Rusland heeft hij nodig:
- Strijkers
- Fluiten
- Piccolo's
- Klarinetten
- Kornetten
- Hobo's

- Fagotten
- Contrabassen
- Drie trombones
- Bastrombone
- Engelse hoorn

- Franse Hoorn
- Trompetten
- Tuba
- vaak twee concertharpen
- Slagwerk
- Snaardrum

- Basdrum
- Pauk
- Triangel
- Tamboerijn
- Buisklokken

Soms maakte Minkus ook gebruik van:
- Gong
- Piano
- castagnetten

Zelfs met een zo groot ensemble, zijn passages voor een volledig orkest zeldzaam, Minkus gebruikte bijna altijd dezelfde combinatie van instrumenten, tenzij er een speciale stemming gecreëerd moest worden in de muziek, terwijl hij enkel de koperen en houten sectie zou gebruiken om de muziek te verzwaren wanneer nodig. De overgrote meerderheid van een melodie in al zijn composities, wordt bijna altijd gedragen door zijn eerste viool- en fluitsecties, vaak opbouwend met zijn tweede violisten en altviool spelers. Vaak zijn het twee violisten die hetzelfde partituur gebruiken, om de beurt spelen, zodat de andere de bladzijden kan draaien. Minkus gebruikte ook liefst de Bass Drum net als het pizzicato van de contrabas gebruikt meestal voor de tijd. (Zijn originele orkestratie van Het koninkrijk van de Schaduw scène uit 1877 uit het stuk la Bajadère zit vol pizzicato voor de contrabas en bass drum). Zo een schrijven van muziek is helemaal niet een testament van een gebrek aan verbeelding, van de kant van Minkus, hij schreef gewoon op deze manier omdat dit sneller was, hij had vaak zeer weinig tijd om te orkestreren voor wat er nodig was dat muzikaal besloten werd door de balletmeester. Om niet te vergeten een meer complexe muzikale structuur, zou afgestoten worden door zowel de balletmeester en de dansers van elk genre.
In Rusland wordt Minkus zeer gerespecteerd, voor zijn kunnen met balletmuziek, doch in het Westen is dat een recent fenomeen, vele muzikanten zijn bekend om weinig respect te hebben, voor het genre van 19e-eeuwse balletmuziek. Vele Westerse balletmaatschappijen hebben gekozen om te presteren op muziek van Minkus in verschillende reorkestraties gedaan door een aantal muzikanten, onder wie John Lanchbery. In recentere tijd hebben meer en meer balletmaatschappijen een aanzienlijke inspanning geleverd, om zo dicht mogelijk bij het originele te houden wanneer ze een ballet opvoeren met muziek van Minkus. En in oogpunt van dit gebeuren begint de muziek van de oude Specialisten van het Ballet componeren aan respect te winnen.

## Léon Minkus in het nieuwe millennium
In 2001 werd er in het Kirov/Mariinskiballet (het vroegere Imperial Ballet) een reconstructie opgevoerd van La Bajadère van Marius Petipa en Léon Minkus. Het werd op het podium gebracht door de Stepanov Notaties van Petipa's laatste herbewerking van het werk in 1900, een deel ervan is ondergebracht in de Sergejevcollectie van de Harvard Universiteit Bibliotheek. Voor deze reconstructie gebruikte het Mariinskiballet de ongepubliceerde originele handgeschreven compositie van Minkus, die naar men dacht verloren was gegaan. Deze antieke versie werd onthaald als een meesterwerk in zijn genre alsook een fenomenaal voorbeeld van een lang verdwenen era in de geschiedenis van balletmuziek.
- Biblioteca Nacional de España: XX1612081
- Bibliothèque nationale de France: cb13897548w (data)
- Catàleg d'autoritats de noms i títols de Catalunya: 981058517519406706
- CiNii: DA08460580
- Gemeinsame Normdatei: 120442779
- International Standard Name Identifier: 0000 0001 2021 7387
- Library of Congress Control Number: n88634811
- Nationale Bibliotheek van Letland: 000043388
- MusicBrainz: e14b6d59-b4a4-4e17-81cc-c28a2b04776d
- Bibliotheek van het Japanse parlement: 01010588
- Nationale Bibliotheek van Tsjechië: xx0019310
- Nationale Bibliotheek van Israël: 987007429754805171
- Nederlandse Thesaurus van Auteursnamen: 072398787
- SNAC: w6hh6vbr
- Système universitaire de documentation: 130939633
- Trove: 904919
- Virtual International Authority File: 17408243
- WorldCat: E39PBJvCKyxY3fbRQ73vM8khpP